# Matías Vecino
Matías Vecino (24 d'agost de 1991) és un futbolista professional uruguaià que juga com a centrecampista per l'equip italià SS Lazio i la selecció de l'Uruguai.

## Carrera en equips

### Inicis
Vecino va començar la seva carrera professional amb el Central Español el 2010 i va anar-se'n al Nacional la temporada 2011-2012.

### Fiorentina
El gener de 2013, Vecino es va unir a l'equip de la Serie A Fiorentina signant un contracte de quatre anys amb una prima per traspàs de 2,5 milions d'euros. Tanmateix, el traspàs es va retardar i no es va fer oficial fins al següent període de traspassos l'agost de 2013.
El 3 de setembre de 2013 no va ser inclòs per l'entrenador Vincenzo Montella a la convocatòria per la Lliga Europa de la UEFA.
Va fer el seu debut en competició així com en la Serie A el 26 de setembre de 2013 en una derrota 2-1 fora de casa contra l'Inter de Milà. Vecino va jugar escasses vegades la primera part de la temporada 2013-2014, jugant només en sis partits, només un com a titular, per la qual cosa l'equip el va cedir al també equip de la Serie A Cagliari Calcio fins al final de temporada amb opció de compra.
Vecino va estar la temporada 2014-2015 cedit a l'Empoli FC.
A mitjan 2015 Vecino va retornar a Florència per esdevenir membre del primer equip. Va signar un nou contracte de cinc anys el 2016.

### Internazionale
El 31 de juliol de 2017, el Fiorentina el va autoritzar a fer-se un examen mèdic amb l'Inter de Milà, per tal de completar un fitxatge de 24 milions d'euros. El fitxatge es va fer oficial el 2 d'agost amb Vecino signant un contracte fins al juny de 2021.
Se li va donar el dorsal 11, i va fer el seu debut en competició el 20 d'agost el primer partit de la Serie A contra el seu antic equip Fiorentina, jugant tots els 90 minuts del partit que l'Inter va guanyar 3-0. Vecino va marcar el seu primer gol amb l'Inter al cap de sis dies, al següent partit contra la Roma, marcant en tercer gol en una victòria 3-1, la primera victòria a l'Estadi Olímpic de Roma contra el Roma després de nou anys.

## Carrera internacional
Vecino va néixer a l'Uruguai de pares d'ascendència italiana amb arrels a la ciutat de Campobasso i era apte per les dues seleccions nacionals. Vecino ha disputat partits per la selecció de futbol sub-20 de l'Uruguai pel Campionat Juvenil d'Amèrica del Sud de 2011 i per la Copa del Món de futbol sub-20 de 2011. Va marcar el gol que va classificar l'Uruguai pels Jocs Olímpics de 2012 a Londres. Va debutar amb la selecció uruguaiana el 25 de març de 2016 contra el Brasil.
El maig de 2018 va ser convocat a l'equip de 26 homes de la selecció uruguaiana per la Copa del Món de Futbol de 2018 a Rússia.

## Estadístiques de la carrera

### Equip
Actualitzat el 20 de maig de 2018.
| Equip                    | Temporada           | Lliga                      | Lliga   | Lliga | Copa    | Copa | Continental | Continental | Total   | Total |
| Equip                    | Temporada           | Divisió                    | Partits | Gols  | Partits | Gols | Partits     | Gols        | Partits | Gols  |
| ------------------------ | ------------------- | -------------------------- | ------- | ----- | ------- | ---- | ----------- | ----------- | ------- | ----- |
| Central Español          | 2009–10             | Primera Divisió uruguaiana | 9       | 0     | 0       | 0    | —           | —           | 9       | 0     |
| Central Español          | 2010–11             | Primera Divisió uruguaiana | 23      | 2     | 0       | 0    | —           | —           | 23      | 3     |
| Central Español          | Total               | Total                      | 32      | 2     | 0       | 0    | —           | —           | 32      | 2     |
| Nacional                 | 2011–12             | Primera Divisió uruguaiana | 13      | 3     | 0       | 0    | 2           | 0           | 15      | 3     |
| Nacional                 | 2012–13             | Primera Divisió uruguaiana | 5       | 1     | 0       | 0    | 3           | 1           | 8       | 2     |
| Nacional                 | Total               | Total                      | 18      | 4     | 0       | 0    | 5           | 1           | 23      | 5     |
| ACF Fiorentina           | 2013–14             | Serie A                    | 6       | 0     | 1       | 0    | —           | —           | 7       | 0     |
| ACF Fiorentina           | 2015–16             | Serie A                    | 30      | 2     | 1       | 0    | 7           | 0           | 38      | 2     |
| ACF Fiorentina           | 2016–17             | Serie A                    | 31      | 3     | 2       | 0    | 7           | 1           | 40      | 4     |
| ACF Fiorentina           | Total               | Total                      | 67      | 5     | 4       | 0    | 14          | 1           | 85      | 6     |
| Cagliari Calcio (cessió) | 2013–14             | Serie A                    | 9       | 2     | 0       | 0    | —           | —           | 9       | 2     |
| Empoli (cessió)          | 2014–15             | Serie A                    | 36      | 2     | 2       | 0    | —           | —           | 38      | 2     |
| Inter Milan              | 2017–18             | Serie A                    | 29      | 3     | 2       | 0    | —           | —           | 31      | 3     |
| Total de la carrera      | Total de la carrera | Total de la carrera        | 191     | 18    | 8       | 0    | 19          | 2           | 218     | 20    |

1. ↑  Tots els partits jugats a la Copa Libertadores
2. ↑  Tots els partits jugats a la Copa Sudamericana
3. ↑  Tots els partits jugats a la UEFA Europa League

### Internacional
Actualitzat el 30 de juny de 2018.
| Selecció nacional | Any   | Partits | Gols |
| ----------------- | ----- | ------- | ---- |
| Uruguai           | 2016  | 9       | 1    |
| Uruguai           | 2017  | 10      | 0    |
| Uruguai           | 2018  | 7       | 0    |
| Total             | Total | 26      | 1    |

### Gols internacionals
Actualitzat el 14 de novembre de 2017. Els gols de l'Uruguai s'indiquen primer, la columna marcador indica el marcador després de cada gol de Vecino.
| Número | Data               | Seu                                     | Partit | Contrincant | Marcador | Resultat final | Competició |
| ------ | ------------------ | --------------------------------------- | ------ | ----------- | -------- | -------------- | ---------- |
| 1      | 27 de maig de 2016 | Estadio Centenario, Montevideo, Uruguai | 3      |             | 3–1      | 3–1            | Amistós    |